# Чернохвостый астрильд
Чернохво́стый астрильд (лат. Glaucestrilda perreini) — птица семейства вьюрковых ткачиков отряда воробьинообразных.

## Внешний вид
Длина тела около 11—12 см. Самец и самка окрашены одинаково. Верх головы, шея, спина и крылья светло-голубовато-серые. Нижние кроющие хвоста чёрные, хвост тоже чёрный. Стороны головы, горло, зоб и верхняя часть груди почти белые с лёгким серо-голубым оттенком. Уздечка чёрная, за коричневым глазом небольшое чёрное пятнышко. Нижняя часть груди серая, брюшко чёрное. На бороде под клювом маленькое чёрное пятнышко. Ноги серовато-чёрные.
По окраске различают три географические формы. Одна отличается от номинативной формы более тёмным серо-голубым цветом оперения, а другая тем, что у птиц нижние кроющие хвоста не чёрные, а тёмно-серые.

## Распространение
Обитают в юго-западной части Габона, на юге Республики Конго и на севере Анголы, в южных и юго-восточных районах Демократической Республики Конго и по всем, кроме северного, берегам озера Танганьика, на северо-востоке Замбии до границ Танзании и вдоль восточного побережья Индийского океана от реки Замбези в Мозамбике до провинции Квазулу-Натал в ЮАР.

## Образ жизни
Живут птицы парами или маленькими сообществами в зарослях по берегам ручьёв, рек и озёр, а также на окраинах галерейных лесов. Питаются в основном животным кормом, который отыскивают на земле, в зарослях тростника и кустарника или в кронах деревьев.

## Размножение
Бутылкообразные гнёзда с короткой влётной трубкой строят на высоте от 2 до 5 м в развилках ветвей деревьев и кустов, а иногда и в зарослях тростника. Для строительства гнезда используют тонкие стебли трав, внутри выстилают гнездо перьями. В некоторых местах используют опустевшие гнёзда ткачей. Самка откладывает 5 белых, чуть розоватых яиц. Насиживание длится две недели. Вылупившиеся птенцы краснокожие с пучками пуха на голове и спинке.

## Содержание
В Европу завозятся очень редко. Разведения потомства впервые добились в Швейцарии в 1968 году.

## Подвиды
Выделяют два подвида:
- G. p. perreini (Vieillot, 1817)
- G. p. incana	 (Sundevall, 1850)